# Giovanni l'Eunuco (Trebisonda)
Giovanni l'Eunuco (in greco Ιωάννης Ευνούχος?; ... – Limnia, 1334) fu un dignitario dell'Impero di Trebisonda vissuto nella prima metà del XIV secolo.
Non ci sono prove nelle fonti riguardo alla sua ascendenza, ma sembra che non appartenesse a nessuna famiglia aristocratica di rilievo. È più probabile che la sua ascesa sia dovuta alla sua competenza. Portava l'alto titolo di megas doux, che significava essere il comandante delle forze navali di Trebisonda. Viveva a Limnia, una città sulla costa del Mar Nero, che era una base navale. Giovanni svolse un ruolo importante negli affari interni dell'Impero di Trebisonda fino al suo assassinio, avvenuto nel marzo 1334.

## Biografia
Il megas doux Giovanni viene menzionato per la prima volta in relazione all'ascesa al trono di Basilio Mega Comneno (1332-1340), dopo i brevi regni di Andronico III (1332) e Manuele II (gennaio-settembre 1332). Il nuovo imperatore godeva dell'appoggio bizantino e del sostegno di alcuni dignitari filo-bizantini. Sono caratteristiche le misure che prese poco dopo la sua ascesa contro l'aristocrazia locale di origine non greca, mentre poco dopo Basilio sposò Irene Paleologa, figlia illegittima dell'imperatore bizantino Andronico III Paleologo. Secondo le informazioni fornite da Michele Panareto, il 21 febbraio 1333 il megas doux Giovanni partecipò agli eventi durante i quali fu assassinato l'imperatore Manuele II, da poco deposto. Qualche anno dopo l'eunuco Giovanni fu coinvolto nella guerra civile trapezuntina, sostenendo Irene Paleologa.